# Novo Brdo
Novo Brdo (srbsky Ново Брдо) nebo Novobërda a Artanë (albánský neurčitý tvar: Novobërdë nebo Artanë) je město a obec ležící v prištinském okruhu v Kosovu. Podle sčítání lidu z roku 2011 zde žije 6 729 obyvatel. Centrem obce je vesnice Bostane. Region je zvláště známý svou rolí v těžbě během středověku, zejména po výstavbě pevnosti Novo Brdo srbským králem Štěpánem Milutinem pro saské horníky, kteří přišli do regionu.

## Obyvatelstvo
Podle sčítání lidu z roku 1991 je obec Novo Brdo etnicky smíšená, většinou se skládá z Kosovských Srbů (60 %), Albánců (39 %) a dalších menšin.
Etnické složení obce Novo Brdo, včetně vnitřně vysídlených osob::
| Etnická skupina | Sčítání 1991 | Sčítání 2011 |
| --------------- | ------------ | ------------ |
| Albánci         | 1 845        | 3 524        |
| Srbové          | 2 666        | 3 122        |
| Cikáni          | -            | 66           |
| Ostatní         | 100          | 14           |
| Celkem          | 4 611        | 6 729        |